# Georg Abesser
Georg Abesser, nemški general in vojaški zdravnik, * 7. avgust 1889, † 3. avgust 1977.

## Življenjepis
Leta 1908 je vstopil v vojaško službo, nato pa se je upokojil leta 1920.
Leta 1935 je bil reaktiviran; sprva je bil divizijski zdravnik 30. divizije (1938–40), nato pa korpusni zdravnik 39. tankovskega korpusa (1940–43). 

## Odlikovanja
- Nemški križec v srebru: 7. september 1943